# Super Match Soccer
Super Match Soccer es un videojuego de fútbol publicado por Acclaim y desarrollado en 1998 por Jon Ritman en su empresa Cranberry Source. El juego se ejecuta en las plataformas PC y PlayStation.

## Características
Algunas de las características más interesantes que incluye son:
Super Match Soccer es un videojuego en 3 dimensiones en el que existen cinco cámaras que se pueden seleccionar para jugar (cada una de ellas con varios niveles de zum).
Incorpora 24 selecciones nacionales cada una con un nivel de habilidad distinto. El juego permite seleccionar, en cada equipo, los futbolistas que participaban y la táctica. Así mismo, se pueden editar los nombres y características de cada futbolista.
El juego permite que participe un solo jugador, dos jugadores en la misma máquina, juego en red de varios jugadores (sólo en la versión de PC) o partidos de hasta 8 jugadores en PlayStation usando un adaptador. También soporta controladores analógicos tanto para PC como PlayStation.

## Juegos relacionados
Nació con la intención de ser la tercera parte de Match Day muchos años tras la publicación de su exitosa segunda parte Match Day II. Pero por problemas legales le tuvo que cambiar el nombre por Super Match Soccer.